# Efe Sodje
Efetobore Peter 'Efe" Sodje (Greenwich, 5 de outubro de 1972) é um futebolista anglo-nigeriano que atua como defensor. Atualmente exerce funções de jogador e auxiliar-técnico do Macclesfield Town, time da Conference Premier (quinta divisão inglesa).

## Carreira em clubes
Em toda sua carreira, que iniciou em 1994 no Stevenage Borough, Sodje jogou apenas em clubes ingleses - além do Stevenage, defendeu ainda Macclesfield Town (primeira passagem, entre 1997 e 1999), Luton Town (1999-2000), Colchester United (por empréstimo, em 2000), Crewe Alexandra (2000-03), Huddersfield Town (2003-05), Yeovil Town (2005-06), Southend United (empréstimo em 2006; contratado em definitivo no mesmo ano, seguiu até 2007), Gillingham (2007-08), Bury (emprestado em 2008, contratado em definitivo no mesmo ano) e  Barrow (emprestado no final da temporada 2012-13).[carece de fontes?]
Em 4 de junho de 2013, Sodje anunciou seu regresso ao Macclesfield Town, onde dividiria as funções de jogador e assistente técnico da equipe, atualmente na Conference Premier (quinta divisão).

## Seleção Nigeriana
Com a camisa da Seleção Nigeriana de Futebol, Sodje fez 12 partidas entre 2000 e 2004, marcando um gol, em amistoso contra a Irlanda. Convocado para a Copa do Mundo de 2002, chamou a atenção por usar uma bandana em campo nos jogos contra Argentina e Suécia. Fez parte ainda do elenco que disputou a Copa das Nações Africanas de 2000.[carece de fontes?]

## Vida pessoal
Nascido em Greenwich, Sodje optou pela nacionalidade de sua família, oriunda da cidade de Warri. Seus irmãos, Akpo, Sam e Steve, também são jogadores de futebol (os dois primeiros atuam respectivamente por Tranmere Rovers e Portsmouth, enquanto Steve é atleta semiprofissional.
Seu sobrinho, Onome, também é futebolista profissional (atualmente encontra-se em clube), enquanto Bright Sodje, irmão mais velho de Efe, é o único que não seguiu carreira no futebol, preferindo ser jogador de rugby.[carece de fontes?]